# Brithenig
Brithenig jest sztucznym językiem zbudowanym w 1996 r. przez Nowozelandczyka Andrew Smitha. Język ten jest hipotetycznym językiem romańskim, który zaistniałby, gdyby celtycki jako ludowy język Wielkiej Brytanii ustąpił miejsca łacinie ludowej: język spokrewniony z francuskim, hiszpańskim oraz włoskim, ale wyróżniający się zmianami typowymi dla języka walijskiego i przepełniony zapożyczeniami celtyckimi.
W przeciwieństwie do sztucznych języków takich jak esperanto, brithenig nie został stworzony z pobudek utylitarnych (nie stanowi propozycji języka pomocniczego o charakterze międzynarodowym). Jest on częścią projektu alternatywnej historii o nazwie Ill Bethisad, w którym powstanie brithenigu jest dokładnie wytłumaczone.
Brithenig cieszy się szacunkiem wśród językotwórców. Jest najstarszym znanym przypadkiem sztucznego języka opartego na alternatywnej ewolucji naturalnego języka. Jako taki brithenig stoi na czele języków tego typu, do którego również należą inne sztuczne języki romańskie takie jak breathanach (oparty na gaelickim) i wenedyk (oparty na polskim).
Przykład: Ojcze nasz:
Nustr Padr, ke sia i llo gel:
sia senghid tew nôn:
gwein tew rheon:
sia ffaeth tew wolont,
syrs lla der sig i llo gel.
Dun nustr pan diwrnal a nu h-eidd;
e pharddun llo nustr phechad a nu,
si nu pharddunan llo nustr phechadur.
E ngheidd rhen di nu in ill temp di drial,
mai llifr nu di'll mal.
Per ill rheon, ill cofaeth e lla leir es ill tew, per segl e segl. Amen.